# Emília (tribu)
La tribu Emília (llatí: Tribus Aemilia) fou una de les 35 tribus romanes amb dret de vot. Era una de les tribus rústiques. Era també anomenada Flamínia. Tenia origen en un suburbi de Roma. Una persona d'aquesta tribu fou el benefactor del períbol d'Apol·lo a Corint.